# Criteriul seriilor alternate (Leibniz)
Criteriul seriilor alternate (Leibniz) afirmă că, dacă ıntr-o serie alternantă, șirul a1,a2,a3,a4,...,an,... este
descrescator și convergent la zero, atunci seria a1−a2+a3−a4+...+a2n-1−a2n+... este convergentă.